# Fred Bodsworth
Charles Frederick „Fred“ Bodsworth (* 11. Oktober 1918 in Port Burwell, Ontario; † 15. September 2012 in Toronto) war ein kanadischer Schriftsteller, Journalist und Amateurnaturforscher.

## Leben
Fred Bodsworth galt als kanadischer Romancier, allerdings haben sich seine Romane und Geschichten vor allem auf Natur- und Tierschilderungen bezogen, wenig auf die Darstellung gesellschaftlicher Kreise.
Viele seiner Bücher enthalten Tiergeschichten, wie The Last of the Curlews (1954, deutsch 1977: Der letzte Eskimobrachvogel), in dem es um die rastlose und vergebliche Suche eines Eskimobrachvogels nach einer Partnerin geht. 1972 wurde das Buch von Hanna-Barbera als Animationsfilm adaptiert. Auch bei The Strange One Of Barra (1959, deutsch 1995: Der Fremde von Barra) stehen Tiere, hier Ringelgänse, im Mittelpunkt. The Sparrow’s Fall (1967, deutsch 1973: Lauft Füße, lauft) greift den Überlebenskampf eines jungen Indianerpaares, den Kampf mit dem Winter, mit der Natur auf. Daneben geht es auch um gesellschaftliche Aspekte wie die Missionierung der Indianer und den Kampf des einzelnen, die Auseinandersetzung mit der Notwendigkeit des Kampfes sowie seine moralischen und ethischen Fragen.
Die Schilderungen Bodsworths basieren auf umfangreichen eigenen Forschungstätigkeiten wie ornithologischen Expertisen.
Bodsworth arbeitete als Journalist für die Journale "The St. Thomas Times-Journal", Toronto Star und Maclean’s.

## Auszeichnungen
Er erhielt 2002 den Matt-Cohen-Preis für seine Bücher.

## Schriften
- The Last of the Curlews. Longman, London 1955
  - Übers. Götz Pommer: Der große Flug. Universitas, Berlin 1976
    - ders. Übers.: Der letzte Eskimobrachvogel. Aufbau-Verlag, Berlin 1977 (Reihe "Edition Neue Texte")

  - Auszug: Reader’s Digest Auswahlbücher, 3. Quartal: Der letzte Brachvogel. Stuttgart 1962 (die dritte Erzählung)
- The Strange One of Barra. 1959
  - Übers. Herbert Roch: Kanina. Schweizerisches Verlagshaus & Universitas, Zürich, Berlin 1962; wieder Okahandja, Duisburg 1996
  - ders. Übers.: Der Fremde von Barra. Aufbau, Berlin 1965; wieder Bertelsmann Lesering 1969; wieder Deutscher Bücherbund, Frankfurt um 1980; sowie weitere Buchclubs 1970
- The Atonement of Ashley Morden. 1964
- The Sparrow's Fall. Longman, London 1967
  - Übers. Ernst Larsen: Lauft, Füße, lauft. Ein Indianerschicksal in arktischer Weite. Bertelsmann 1960 u. ö. und Europäischer Buch- und Phonoklub Reinhard Mohn o. J. (1969); wieder Universitas-Verlag, Berlin 1968; wieder Goldmanns Gelbe Taschenbücher, #2956, o. J. (1972. Diese Ausg. mit UT: Ein Indianer-Schicksal in gnadenloser arktischer Weite); wieder Aufbau, Berlin 1973
- Pacific Coast. The Illustrated National History of Canada. Natural Science of Canada, Toronto 1970
- Der Karibujäger, in Reader’s Digest Auswahlbücher, 3. Quartal, Stuttgart 1998, die vierte Erzählung ISBN 9783870707477